# 국립극장발전기금
국립극장진흥재단은 국립극장 발전에 기여하기 위하여 2003년 4월 19일 설립된 문화체육관광부 소관의 재단법인이다. 사무실은 서울특별시 중구 장충단로 59 (장충동2가)에 있다.

## 주요 사업
- 국립극장 후원회 운영
- 국립극장 공연기획단 운영
- 국립극장, 예술단원 예술연구비 및 예술계 학생 장학금 지원

## 같이 보기
- 국립극장